# Leiro
Leiro è un comune spagnolo di 1 949 abitanti situato nella comunità autonoma della Galizia.